# Wizz Air
Wizz Air Hungary Airlines Ltd (tiếng Hungary:. Wizz Air Hungary Légiközlekedési Kft) là một hãng hàng không giá rẻ Hungary  có trụ sở chính trong Liszt Ferenc Budapest tại Budapest. Hãng hàng không thường sử dụng các sân bay thứ cấp phục vụ nhiều thành phố trên khắp châu Âu, và Azerbaijan, Ai Cập, Israel, Thổ Nhĩ Kỳ và Các tiểu vương quốc Ả Rập thống nhất Hãng này có đội tàu bay lớn nhất trong các hãng hàng không Hungary mặc dù hãng không phải là một hãng hàng không quốc gia. Wizz Air hiện đang phục vụ 35 quốc gia..

## Lịch sử

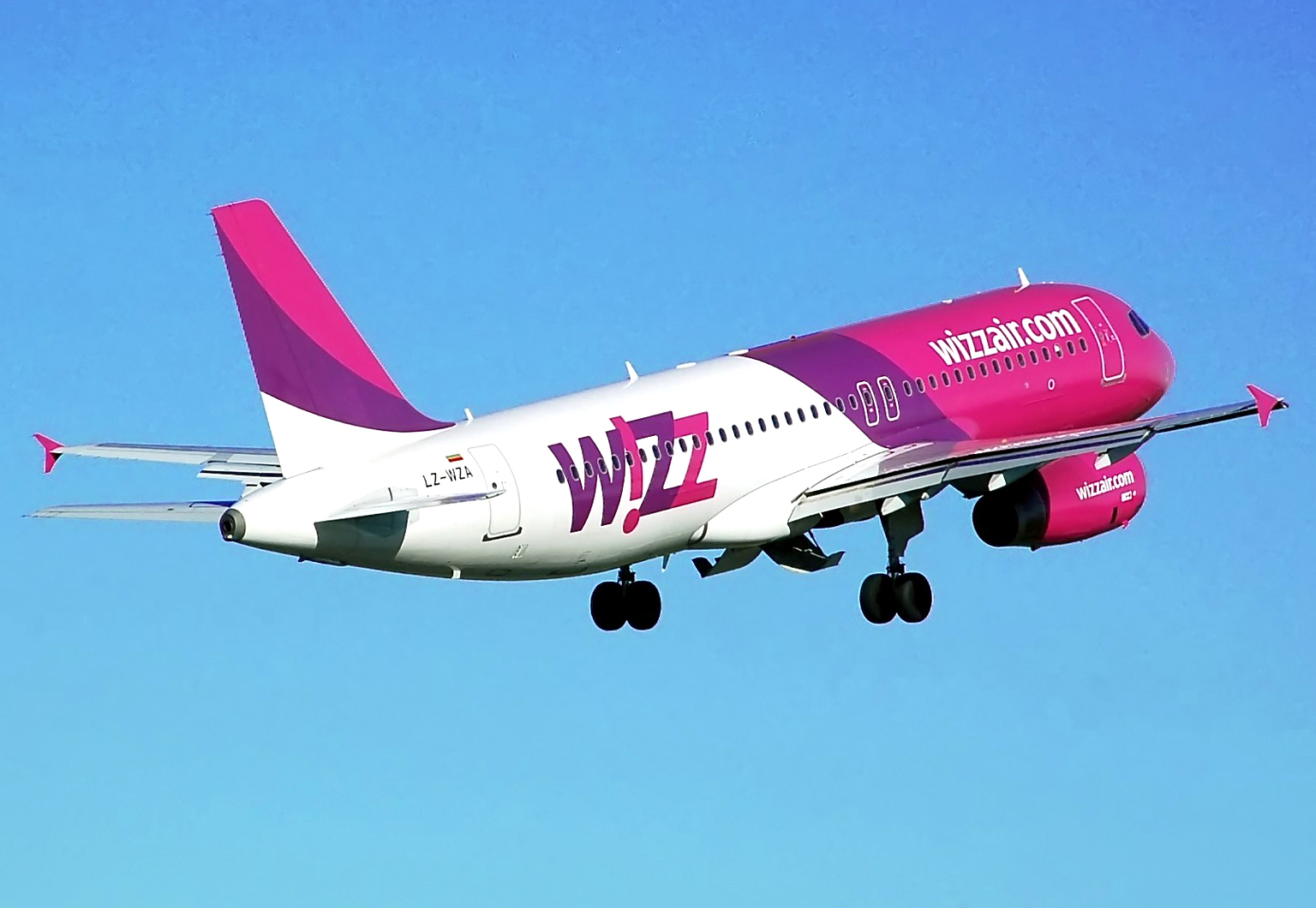
Wizz Air A320-200

Hãng được thành lập vào tháng 9 năm 2003. Nhà đầu tư chính là Indigo Partners, một công ty cổ phần tư nhân Mỹ chuyên đầu tư giao thông vận tải. Chuyến bay đầu tiên đã được thực hiện từ Katowice ngày 19 tháng 5 năm 2004, 19 ngày sau khi Ba Lan và Hungary vào Liên minh châu Âu và thị trường hàng không châu Âu đơn nhất. Hãng hàng không đã vận chuyển 250.000 hành khách trong 3,5 tháng đầu tiên của nó, và gần 1,4 triệu hành khách trong năm đầu tiên hoạt động. Trong năm 2007, Wizz Air vận chuyển 2,9 triệu hành khách trên các tuyến bay Ba Lan của mình.
Giám đốc điều hành và chủ tịch của hãng hàng không này là József Váradi, cựu CEO của Malév Hungarian Airlines. Công ty được đăng ký trong hạt Pest (Hungary) với các công ty con hoạt động ở Ba Lan, Hungary và Bulgaria. Wizz Air Bulgaria được thành lập vào tháng 9 năm 2005. Váradi giành được giải thưởng của 'Brave Innovator "Ernst & Young năm 2007.
Trong năm 2011, Wizz Air vận chuyển 11 triệu hành khách (hơn 15% so với năm 2010), trong đó có 4,2 triệu hành khách trên các tuyến bay Ba Lan (chỉ hơn 2% so với năm 2010). Gần đây Wizz mở căn cứ mới ở Bosnia-Herzegovina, Bulgaria, Cộng hòa Séc, Latvia, Litva, Macedonia, Romania và Serbia. Tuy nhiên, Ba Lan vẫn là thị trường vốn lớn nhất cho Wizz Air.

## Điểm đến
Wizz Air thích hạ cánh tại sân bay nhỏ hoặc thứ cấp để giảm chi phí và lệ phí.
Wizz Air bắt đầu dịch vụ bay mới giữa Katowice và sân bay London Gatwick vào năm 2008. Bay mùa đông từ Warsaw là Milan Bergamo và Grenoble. Vào tháng 1 năm 2008, chuyến bay bắt đầu từ Gdansk đến Gothenburg, Bournemouth và Coventry.

## Đội bay

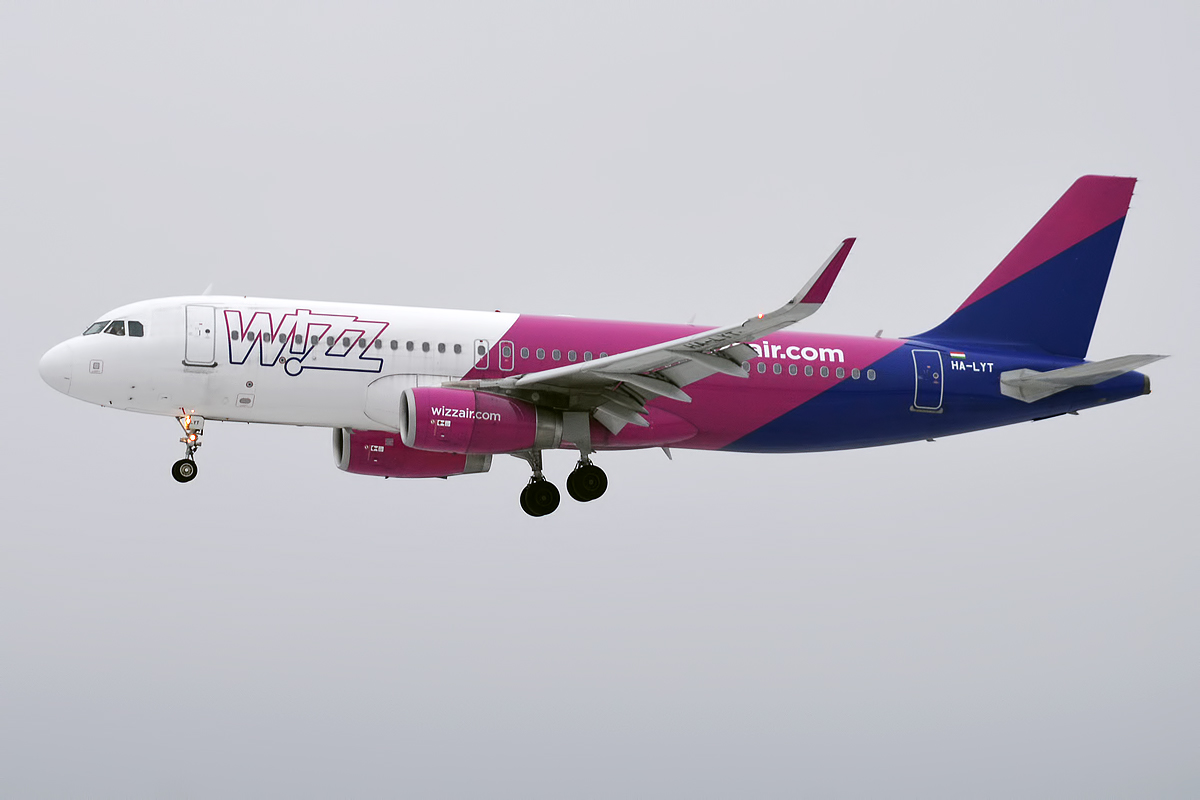
Airbus A320 trong màu sơn mới

Tính đến tháng 1/2022:
| Đội bay chở khách | Đội bay chở khách | Đội bay chở khách | Đội bay chở khách     | Đội bay chở khách |
| Máy bay           | Đang hoạt động    | Đặt hàng          | Hành khách            | Ghi chú           |
| ----------------- | ----------------- | ----------------- | --------------------- | ----------------- |
| Airbus A320-200   | 62                | —                 | 180                   |                   |
| Airbus A320-200   | 62                | —                 | 186                   |                   |
| Airbus A320neo    | 6                 | 34                | 186                   |                   |
| Airbus A321-200   | 41                | —                 | 230                   |                   |
| Airbus A321neo    | 35                | 249               | 239                   |                   |
| Airbus A321XLR    | —                 | 47                | Giao hàng từ năm 2023 |                   |
| Đội bay chở hàng  |                   |                   |                       |                   |
| Airbus A330-200F  | 1                 | —                 | Cargo                 |                   |
| Tổng cộng         | 144               | 330               |                       |                   |